# Esteban Prol
Esteban Carlos Prol (Buenos Aires, 15 de diciembre de 1966) es un actor y comediante argentino.

## Biografía
Estudió actuación con Hugo Midón. En 1994 participó en la serie Montaña rusa, desde donde llamó la atención de espectadores y directores de Argentina. Obtuvo una mayor popularidad trabajando como conductor y actor en los programas del recordado canal infantil Cablín (luego renombrado "La C"), entre 1995 y 2000, junto a Claudio Morgado y María Eugenia Molinari, entre otros.
Luego protagonizó proyectos como las películas Tres veranos (1999) y Rockabilly (2000), mientras también aparecía en roles secundarios en las series Como vos y yo (1998-1999), Los buscas de siempre (2000) y Floricienta (2004-2005). Más adelante participó en Amo de casa (2006), Capital (Todo el mundo va a Buenos Aires) (2007), Plumíferos (2008), Por amor a vos (2008), Los Únicos (2010-11), y la telenovela Dulce amor (2012).

## Filmografía

### Cine
| Año  | Título                                    | Rol             |
| ---- | ----------------------------------------- | --------------- |
| 1999 | Tres veranos                              | Pimpi           |
| 2000 | Rockabilly                                | Checho          |
| 2007 | Capital (Todo el mundo va a Buenos Aires) | Julián          |
| 2007 | Filmatrón                                 | Miguel Monforte |
| 2010 | Plumíferos                                | Aguilucho (voz) |
| 2014 | Nacido para morir                         | Pichuco         |
| 2018 | Bruno Motoneta                            | Larva García    |
| 2019 | Cazador, la película                      |                 |
| 2019 | Lo habrás imaginado                       | Delegado        |
| 2020 | Soy tóxico                                | Perro           |
| 2021 | No es lo que parece                       |                 |
| 2021 | Yo nena, yo princesa                      | Pediatra        |
| 2023 | Lennons                                   | Guerrero        |

### Televisión
Programas, teleseries y miniseries
| Año       | Título                       | Rol                          | Canal                |
| --------- | ---------------------------- | ---------------------------- | -------------------- |
| 1991-1993 | El agujerito sin fin         | Animador                     | El Trece             |
| 1994-1995 | Montaña rusa                 | Bruno                        | El Trece             |
| 1995-2000 | Cablín                       | Conductor y actor            | Cablín               |
| 1998-1999 | Como vos y yo                | Agustín Scala                | El Trece             |
| 2000-2001 | Los buscas de siempre        | Néstor "Chiva" Baldagardo    | Canal 9              |
| 2001      | Culpables                    | Damián                       | El Trece             |
| 2002-2003 | Todos los días               | Conductor                    | Cablín               |
| 2003      | Infieles                     | Pablo                        | Telefe               |
| 2003      | Son amores                   | Mateo Echanove               | El Trece             |
| 2004-2005 | Floricienta                  | Lorenzo "Lolo" Mónaco        | El Trece             |
| 2006      | Amo de casa                  | Ernesto Goyeneche            | Canal 9              |
| 2007      | El circo de las Estrellas    | Participante - Finalista     | Telefe               |
| 2008      | Todos contra Juan            | Él mismo                     | América TV           |
| 2008-2009 | Por amor a vos               | Martiniano Luna              | El Trece             |
| 2009      | Enséñame a vivir             | Dominique Chapel             | El Trece             |
| 2010      | Todos contra Juan 2          | Él mismo                     | Telefe               |
| 2010      | Highway: Rodando la Aventura | Richard                      | Disney Channel       |
| 2011      | Los únicos                   | Pedro Rey                    | El Trece             |
| 2011      | Vindica                      | Soldado Germán Rodríguez     | TV Pública           |
| 2011      | Historias de la primera vez  | Zeque                        | América TV           |
| 2011      | Decisiones de vida           | Alejandro "Ep: Si... ¿Y qué? | Canal 9              |
| 2011-2012 | Todas a mí                   | Cheezo                       | América TV           |
| 2012-2013 | Dulce amor                   | Alcides "Máquina" Castro     | Telefe               |
| 2013      | Esa mujer                    | Rafael "Rafa" Molina         | TV Pública           |
| 2014      | Camino al amor               | Pedro Oberti                 | Telefe               |
| 2016      | Jungle Nest                  | Max                          | Disney XD            |
| 2021      | Desafío 24                   | Conductor                    | Telefe Mar del Plata |
| 2023      | DT, la misión                | Kiricocho                    | El Siete             |
| 2023      | Pasaplatos                   | Participante – 4.° Eliminado | El Trece             |